# Клантон (Алабама)
Клантон (енгл. Clanton) град је у америчкој савезној држави Алабама. По попису становништва из 2010. у њему је живело 8.619 становника.

## Демографија
Према попису становништва из 2010. у граду је живело 8.619 становника, што је 819 (10,5%) становника више него 2000. године.
| Група             | 2000.         | 2010.         |
| Белци             | 5.950 (76,3%) | 6.304 (73,1%) |
| Афроамериканци    | 1.561 (20,0%) | 1.642 (19,1%) |
| Азијати           | 26 (0,3%)     | 53 (0,6%)     |
| Хиспаноамериканци | 206 (2,6%)    | 520 (6,0%)    |
| Укупно            | 7.800         | 8.619         |